# ناش إجيرتون
ناش إجيرتون (بالإنجليزية: Nash Edgerton)‏ هو كاتب سيناريو ومنتج أفلام ومونتيرمخرج وممثل أسترالي، ولد في 19 يناير 1973 في أستراليا.

## أعمال

### أفلام
- (1999) الماتريكس[10][11][12]
- (2001) الطاحونة الحمراء
- (2003) الماتريكس 2[13][14][15]
- (2012) 30 دقيقة بعد منتصف الليل[16]
- (2014) القرصان[17]
- (2014) المعادل[18][17]
- (2015) أميريكان أولترا[19][20]
- (2015) الأيام الأخيرة في الصحراء
- (2015) الهدية
- (2018) غرينغو

## ترشيحات
ترشيحات
- AACTA Award for Best Direction [الإنجليزية]‏ (2008)

## وصلات خارجية
- ناش إجيرتون على موقع IMDb (الإنجليزية)
- ناش إجيرتون على موقع ألو سيني (الفرنسية)
- ناش إجيرتون على موقع أول موفي (الإنجليزية)
- ناش إجيرتون على موقع قاعدة بيانات الأفلام السويدية (السويدية)
- ناش إجيرتون على موقع ديسكوغز (الإنجليزية)
- ناش إجيرتون على موقع قاعدة بيانات الفيلم (الإنجليزية)
- ناش إجيرتون على موقع كينوبويسك (الروسية)